# Caperonia buettneriacea
Caperonia buettneriacea är en törelväxtart som beskrevs av Johannes Müller Argoviensis. Caperonia buettneriacea ingår i släktet Caperonia och familjen törelväxter. Inga underarter finns listade i Catalogue of Life.